# Micronerilla minuta
Micronerilla minuta är en ringmaskart som först beskrevs av Bertil Swedmark 1959.  Micronerilla minuta ingår i släktet Micronerilla och familjen Nerillidae. Arten har ej påträffats i Sverige. Inga underarter finns listade i Catalogue of Life.